# أم القلبان
أم القبلان واحة في صحراء النفود الكبير تقع إلى الشمال عن حائل، بمسافة 45 كلم، تجاورها بلدة قنا.

## نبذة
أم القلبان اسم مستحدث وهي واحة جميلة صغيرة تحيط بها النفود الذهبية(رمال بحتر)،وقدكانت مأهولة في الزمن الجاهلي والقديم، وجدت آبارها القديمة بالصدفة مدفونة في الرمال على يد القفيعي، وبجوارها من الشرق قرية تسمى الرطاي لكثرة شجر الأرطى فيها وقد وجدت آبارها بالصدفة كذلك مثل جارتها أم القلبان وشرقا عنها أرض منبسطة صلبة كانت مرتعا للخيول التي كانت تخبأ في تلك القرية لأنعزالها عن الطرق، وكانت مرتعا للإبل والأغنام وتنبت فيها العديد من النباتات الموسمية في أيام الربيع وكذلك الكمأة، يسكنها عدد من (الأسر العربية) وقد أنجبت هذه القرية الصغيرة عدد من الرجال الذين يشار اليهم بالبنان كرماء وشعراء وأدباء ومهندسين وأطباء ورجال علم دين واتصف أهلها بمعرفة الأثر، ويوجد في القرية برجين حجريين بنيا قبل أكثر من مائة وخمسين عاما، وكان في الناحية الشرقية من الرطاي آثار قلعة قديمة مبنية بالحجر الجيري قد تهدمت وذهبت معالمها.وقد مر بهذه القرية أحد المستشرقين الرحالة(شارلز هوبر) الفرنسي عام 1878م وقابل في القرية حاكم حائل في ذلك الوقت محمدبن رشيد وبقي فيها أربعة أيام مع الأمير وصف القرية وصفا جميلا وقال بأن فيها مياه جارية وحقول نخيل ورمان ووصف أهالي القرية بانهم يلبسون ثياباً ناصعة البياض قال هوبر : ومنذ ان غادرت سوريا لم اعتد على هذه النظافة الفخمة، وكذلك مر بها الرحالة(موزل) وقال بأنها تتكون من ثمانية أكواخ صغيرة، وهي أحد مواردمياه البادية في أيام الصيف ،وقدكبرت هذه القرية وانتقل أهلها إلى قرية القاعد في سهل جبل أجا الشمالي وبجوار جبل القاعد المعروف شمال مدينة حائل.